# Eric Sturgess
Eric William Sturgess (Johannesburgo, 10 de maio de 1920 - 14 de janeiro de 2004) foi um tenista profissional sul-africano.

## Grand Slam finais

### Simples

#### Vices (3)
| Ano  | Campeonato    | Oponente        | Placar          |
| 1947 | Roland Garros | Jozsef Asboth   | 6–8, 5–7, 4–6   |
| 1948 | US Open       | Pancho Gonzales | 2–6, 3–6, 12–14 |
| 1951 | Roland Garros | Jaroslav Drobný | 3–6, 3–6, 3–6   |

### Duplas

#### Título (1)
| Ano  | Campeonato    | Parceiro       | Oponentes              | Placar             |
| 1947 | Roland Garros | Eustace Fannin | Tom Brown Bill Sidwell | 6–4, 4–6, 6–4, 6–3 |

#### Vice (5)
| Ano  | Campeonato      | Parceiro        | Oponentes                    | Placar                  |
| 1949 | Roland Garros   | Eustace Fannin  | Pancho Gonzales Frank Parker | 3–6, 6–8, 7–5, 3–6      |
| 1950 | Australian Open | Jaroslav Drobný | John Bromwich Adrian Quist   | 3–6, 7–5, 6–4, 3–6, 6–8 |
| 1950 | Roland Garros   | Jaroslav Drobný | Bill Talbert Tony Trabert    | 2–6, 6–1, 8–10, 2–6     |
| 1951 | Wimbledon       | Jaroslav Drobný | Ken McGregor Frank Sedgman   | 6–3, 2–6, 3–6, 6–3, 3–6 |
| 1952 | Wimbledon       | Vic Seixas      | Ken McGregor Frank Sedgman   | 3–6, 5–7, 4–6           |

### Duplas Mistas

#### Títulos (5)
| Ano  | Campeonato    | Parceira               | Oponentes                               | Placar         |
| 1947 | Roland Garros | Sheila Piercey Summers | Jadwiga Jedrzejowska Chistian Caralulis | 6–0, 6–0       |
| 1949 | Roland Garros | Sheila Piercey Summers | Jean Quertier Gerry Oakley              | 6–1, 6–1       |
| 1949 | Wimbledon     | Sheila Piercey Summers | Louise Brough John Bromwich             | 9–7, 9–11, 7–5 |
| 1949 | US Open       | Louise Brough          | Margaret Osborne duPont Bill Talbert    | 4–6, 6–3, 7–5  |
| 1950 | Wimbledon     | Louise Brough          | Pat Canning Todd Geoff Brown            | 11–9, 1–6, 6–4 |

#### Vices (1)
| Ano  | Campeonato      | Parceiro    | Oponentes                | Placar   |
| 1950 | Australian Open | Joyce Fitch | Doris Hart Frank Sedgman | 6–8, 4–6 |